# Двелим
Двелим, Дзелим — река в России, протекает в Прилузском районе Республики Коми. Устье реки находится в 18 км по левому берегу реки Ожин. Длина реки составляет 15 км.
Исток реки в таёжном массиве среди холмов Северных Увалов к северу от холма Верховье Пидопи (210 м НУМ) в 12 км к востоку от села Объячево. В верхнем течении течёт на север, в нижнем на запад, русло сильно извилистое. Всё течение проходит по ненаселённому холмистому таёжному массиву. Приток — Керкашор (левый). Впадает в Ожин в 8 км к северо-востоку от центра села Объячево.

## Данные водного реестра
По данным государственного водного реестра России и геоинформационной системы водохозяйственного районирования территории РФ, подготовленной Федеральным агентством водных ресурсов:
- Бассейновый округ — Двинско-Печорский
- Речной бассейн — Северная Двина
- Речной подбассейн — Малая Северная Двина
- Водохозяйственный участок — Юг
- Код водного объекта — 03020100212103000012365